# 三枝細鰨
三枝細鰨為輻鰭魚綱鰈形目鰨亞目鰨科的其中一種，為熱帶淡水魚，分布於大洋洲澳洲淡水水域，體長可達5.9公分，棲息在底中層水域，生活習性不明。

## 扩展阅读
維基物種上的相關：三枝細鰨